# فرودگاه بیوراوکس
فرودگاه بیوراوکس (به انگلیسی: Beaver Oaks Airport) یک فرودگاه خصوصی است که یک باند فرود چمن دارد و طول باند آن ۵۱۸ متر است. این فرودگاه در شهر استکادا، اورگن کشور ایالات متحده آمریکا قرار دارد و در ارتفاع ۱۲۱ متری از سطح دریا واقع شده‌است.